# Langelot et la Voyante
Langelot et la Voyante est le vingt-quatrième roman de la série Langelot écrite par le Lieutenant X (pseudonyme de Vladimir Volkoff). Ce roman a été publié pour la première fois en 1975, aux éditions Hachette, dans la collection Bibliothèque verte. 

## Personnages
- « Les Gentils »
  - Langelot (alias Estrello, alias Sorcière 2) : orphelin, agent du Service National d'Information Fonctionnelle (SNIF), blond, 1,68 m, mince, « traits menus mais durs ».
  - Capitaine Montferrand : supérieur de Langelot ; chef de la section « Protection » du SNIF.
  - Aspirant Gaspard.
  - Mélisande Croydon : jeune femme dotée d'un don de voyance, qu'elle a perdu. Elle a l'apparence d'une fée.

- « Les Méchants »
  - Mme Cygne : voyante motivée par le gain procuré par les renseignements qu'elle vend.
  - Jacques Brelan : journaliste, espion étranger à la solde de la puissance 4584.

Autres personnages
- Jules Caparadossi, directeur des archives au « ministère du progrès scientifique. »
- Dudule, assistant de Mme Cygne.

## Résumé
La France doit procéder de manière imminente au lancement d'un moderne et tout nouveau sous-marin nucléaire : le Trionyx. Or, des informations très confidentielles relatives à ce lancement parviennent à ses ennemis. Vulnérable le temps de sa mise à la mer, le Trionyx court le risque d'être torpillé dès son lancement.
Pour Langelot, la mission semble au départ de pure routine : procéder, avec son camarade, l'aspirant Gaspard, à la filature de M. Caparadossi, directeur des archives au « Ministère du progrès scientifique ». En raison de sa propre maladresse, Langelot entre très vite en contact avec l’homme suivi : il ne peut plus procéder à la filature. Le capitaine Montferrand est déçu ; il affecte temporairement Langelot au tri de la documentation du Service.
Langelot analyse les maigres informations récoltées. Il se rend compte que M. Caparadossi, qui garde un gland de chêne porte-bonheur dans une poche, est très superstitieux ; qu'il rencontre régulièrement une « voyante », Mme Cygne. Déguisé il se présente au cabinet de voyance pour bénéficier des conseils de la voyante, sous la fausse identité de Jean-Charles Brusquet. Après cette entrevue qui ne débouche évidemment sur rien de concret, Langelot a l'idée de postuler comme assistant de la voyante. Langelot se présente au poste d' « assistant télépathe ». Plusieurs autres candidats se proposent. Chacun se produit devant Mme Cygne, qui les renvoie les uns après les autres. Langelot (« Raoul Ravenne ») fait la connaissance de Mélisande Croydon, une jeune voyante anglaise. Aucun postulant n'est embauché.
Le capitaine Montferrand, au compte-rendu de Langelot, lui donne l'information : le sous-marin nucléaire français court le risque d'être détruit à son lancement. La puissance ennemie est désignée sous le nom de code de 4584, petit pays totalitaire communiste d'europe. Son chantier naval est précisément connu de l'ennemi. Le SNIF est chargé de la sécurité du sous-marin, tant que celui-ci est à terre. Trois personnes connaissent les renseignements transmis aux espions : le ministre de la marine, un amiral et le directeur des Archives du Ministère du progrès scientifique, Monsieur Jules Caparadossi. Langelot propose son plan. La mission Sorcière débute. 
Langelot évince Dudule, l'assistant de Madame Cygne. Acculée, celle-ci embauche finalement Mélisande et Langelot (grimé en Estrello Guayaquil), dont le succès de la prestation de télépathie doit beaucoup au matériel électronique du SNIF. Langelot découvre que M. Caparadossi confie, à l'occasion de ses séances de voyance, des informations confidentielles à Madame Cygne, laquelle les communique aux espions ennemis. Persuadé que la voyante l'aide à protéger le sous-marin, il lui annonce le lancement imminent du navire, à la suite d'une mise en scène de Langelot.
Langelot entre en contact avec le maître-espion de 4584, qui exploite les informations transmises par la voyante, Madame Cygne : c'est Jacques Brelan, sous la couverture de journaliste en para-psychologie, aux multiples noms d'emprunt. Madame Cygne est capturée ; Jacques Brelan se rend au large de Brest et tire la torpille à distance. Mais Langelot a déclenché, à l'insu de Brelan, un émetteur dans le stylo qu'il lui a remis. Brelan est rattrapé en hélicoptère et capturé. Le torpillage d'un leurre a trompé Brelan. 
Le sous-marin Trionyx sera bien mis à l'eau, à la pointe du Raz, près de Brest. Monsieur Caparadossi est muté à un poste moins prestigieux, aux archives de l'administration des jardins zoologiques. Et moins sensible du point de vue des secrets de l'Etat. Un bon dîner réunit les protagonistes, chez Lasserre, à l'invitation de l'amiral Lavaubourdette, enchanté de l'heureux dénouement de la mission. Mélisande Croydon tente de récupérer son don de voyance.

## Remarques autour du roman
- Le Trionyx est le nom fictif du nouveau sous-marin français. Le Trionyx est une espèce de tortue marine.
- La fuite d'informations militaires confidentielles, émanant de fonctionnaires, constitue le thème central du roman.
- Dans les années 1970, la France disposait d'une flotte de sous-marins d'attaque conventionnels. Le premier sous-marin atomique (lanceur d'engins) date de janvier 1972 (Le Redoutable), trois années avant la parution du roman. Il est construit dans la rade de Brest. Le premier sous-marin nucléaire d'attaque date de 1983, bien après la parution du livre.
- Dans sa mission suivante, Langelot sur la Côte d'Azur, Langelot retrouve le Trionyx, qui aide de manière déterminante à détecter une bombe atomique déposée par un terroriste.
- « 4584 » ou « Pays Noir » désigne en code un pays ennemi de la France qui revient à plusieurs reprises dans les missions de Langelot : ainsi dans Langelot et la danseuse ou dans Langelot passe à l'ennemi. C'est un pays totalitaire communiste, européen, qui entretient un réseau international d'espionnage, englobant la France.
- Dans les années 1970, la CIA s'est intéressée aux possibilités de la voyance en matière d'espionnage : c'est le projet Stargate[1], abandonné en 1995.